# Luganville

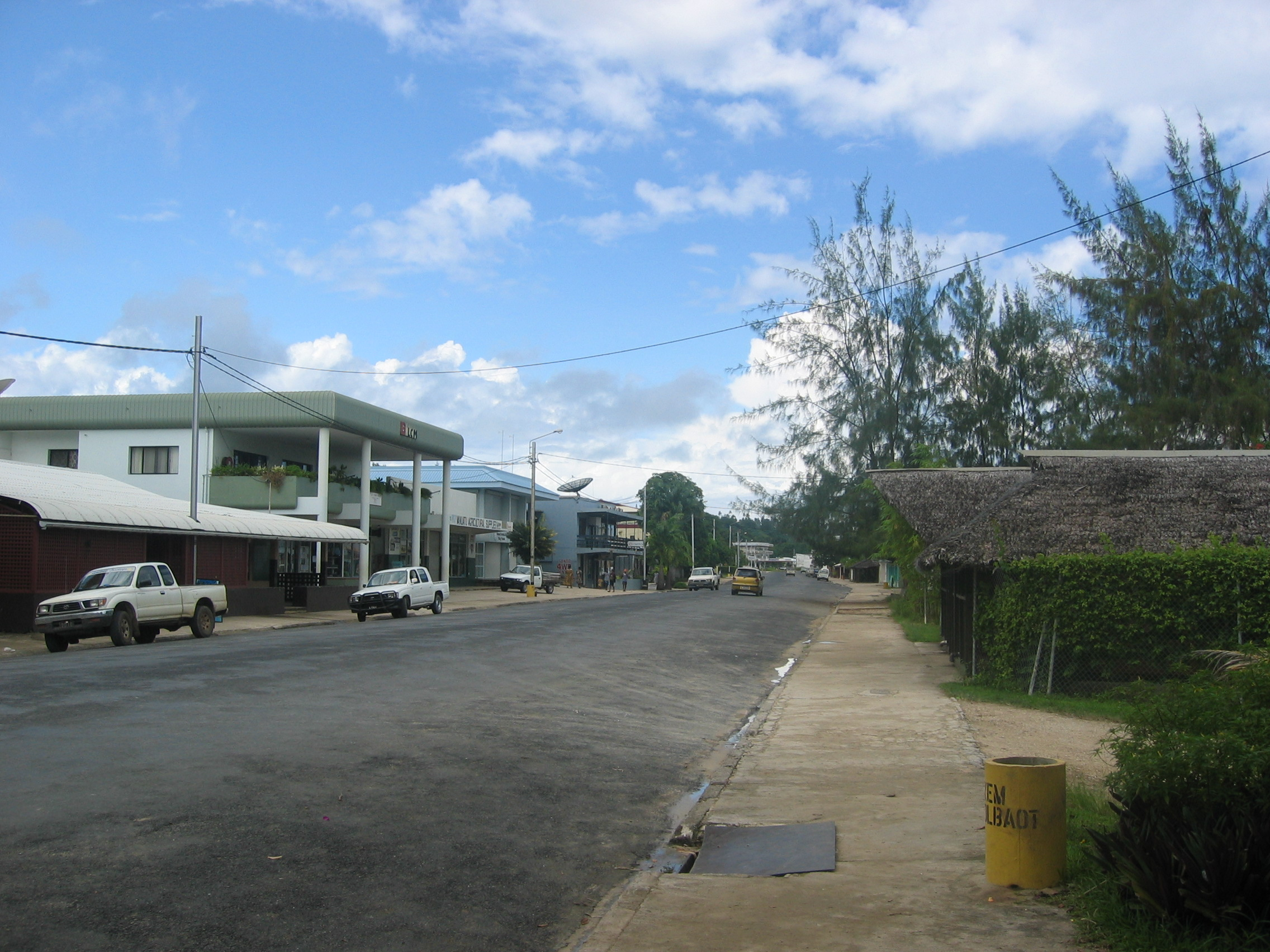
"Luganville"

Luganville é a segunda maior cidade de Vanuatu.
É a capital da ilha de Espírito Santo.